# Austrolimnophila (Austrolimnophila) kirishimensis
Austrolimnophila (Austrolimnophila) kirishimensis is een tweevleugelige uit de familie steltmuggen (Limoniidae). De soort komt voor in het Palearctisch gebied.